# Bolbochromus ludekingi
Bolbochromus ludekingi là một loài bọ cánh cứng trong họ Geotrupidae. Loài này được Lansberge miêu tả khoa học năm 1886.